# Ederson Honorato Campos
Ederson Honorato Campos (Parapuã, São Paulo, 13 de enero de 1986) es un exfutbolista brasileño. Se desempeñaba como mediocentro ofensivo y su último equipo fue el Flamengo del Campeonato Brasileño de Serie A.

## Biografía
Ederson empezó su carrera profesional en su país natal, en el RS Futebol de la ciudad de Alvorada, fichando al poco tiempo después por los clubes Internacional de Porto Alegre y Juventude.
En 2004 se marcha a Francia a jugar la Ligue 1 con el OGC de Niza, para posteriormente fichar en 2008 por el Olympique de Lyon, equipo que pagó por él 15 millones de euros y en el que se mantuvo hasta el año 2012, cuando pasó a jugar en la Lazio de la Serie A de Italia.
En julio de 2015 se confirmó su retorno al fútbol brasileño, sumándose a las filas del Flamengo, con quienes disputaría el Campeonato Brasileño de Serie A.
En julio de 2017 se le diagnostica un tumor testicular.

## Selección nacional

### Sub-17
Sus primeros pasos en la selección nacional los dio jugando con el seleccionado sub-17 de Brasil, formando parte del plantel campeón en el Mundial Sub-17 de 2003 celebrado en Finlandia.

### Selección adulta
Fue convocado por primera y única vez para jugar por la Selección de fútbol de Brasil en el año 2010, debutando el 11 de agosto en un partido amistoso ante su símil de los Estados Unidos, partido que a la postre sería su único encuentro defendiendo los colores de su selección nacional y del que saldría lesionado tras disputar tan sólo tres minutos del encuentro.

## Clubes
| Club              | País    | Año       |
| ----------------- | ------- | --------- |
| RS Futebol        | Brasil  | 2003-2004 |
| Internacional     | Brasil  | 2004      |
| Juventude         | Brasil  | 2004      |
| Niza              | Francia | 2004-2008 |
| Olympique de Lyon | Francia | 2008-2012 |
| Lazio             | Italia  | 2012-2015 |
| Flamengo          | Brasil  | 2015-2018 |

## Títulos

### Torneos locales
| Título             | Club          | País   | Año  |
| ------------------ | ------------- | ------ | ---- |
| Campeonato Gaúcho  | Internacional | Brasil | 2004 |
| Campeonato Carioca | Flamengo      | Brasil | 2017 |
| Taça Guanabara     | Flamengo      | Brasil | 2018 |

### Torneos nacionales
| Título          | Club              | País    | Año     |
| --------------- | ----------------- | ------- | ------- |
| Copa de Francia | Olympique de Lyon | Francia | 2011-12 |
| Copa de Italia  | Lazio             | Italia  | 2012-13 |

### Torneos internacionales
| Título                        | Seleccionado | País      | Año  |
| ----------------------------- | ------------ | --------- | ---- |
| Copa Mundial de Fútbol Sub-17 | Brasil       | Finlandia | 2003 |